# Allodontichthys
Allodontichthys är ett släkte av fiskar. Allodontichthys ingår i familjen Goodeidae.
Kladogram enligt Catalogue of Life:
| Allodontichthys | \| \| Allodontichthys hubbsi \| \| \| \| \| \| Allodontichthys polylepis \| \| \| \| \| \| Allodontichthys tamazulae \| \| \| \| \| \| Allodontichthys zonistius \| \| \| \| |
|                 | \| \| Allodontichthys hubbsi \| \| \| \| \| \| Allodontichthys polylepis \| \| \| \| \| \| Allodontichthys tamazulae \| \| \| \| \| \| Allodontichthys zonistius \| \| \| \| |
|                 | Alloophorus |
|                 | |
|                 | Allotoca |
|                 | |
|                 | Ameca |
|                 | |
|                 | Ataeniobius |
|                 | |
|                 | Chapalichthys |
|                 | |
|                 | Characodon |
|                 | |
|                 | Crenichthys |
|                 | |
|                 | Empetrichthys |
|                 | |
|                 | Girardinichthys |
|                 | |
|                 | Goodea |
|                 | |
|                 | Hubbsina |
|                 | |
|                 | Ilyodon |
|                 | |
|                 | Skiffia |
|                 | |
|                 | Xenoophorus |
|                 | |
|                 | Xenotaenia |
|                 | |
|                 | Xenotoca |
|                 | |
|                 | Zoogoneticus |
|                 | |
|                 | Allodontichthys hubbsi |
|                 | |
|                 | Allodontichthys polylepis |
|                 | |
|                 | Allodontichthys tamazulae |
|                 | |
|                 | Allodontichthys zonistius |
|                 | |

|  | Allodontichthys hubbsi    |
|  |                           |
|  | Allodontichthys polylepis |
|  |                           |
|  | Allodontichthys tamazulae |
|  |                           |
|  | Allodontichthys zonistius |
|  |                           |